# CF Brăila în sezonul 1987-1988

## Echipă
| Nr. |         | Poziție | Jucător             |
| --- | ------- | ------- | ------------------- |
| 1   | România | P       | Constantin Brătianu |
| -   | România | P       | Ionel Dinu          |
| -   | România | P       | Ștefan Nicoloff     |
| 6   | România | F       | Vasile Darie        |
| -   | România | F       | Iulian Ionașcu      |
| -   | România | F       | Marin Oprea         |
| -   | România | F       | Mihai Chiriță       |
| -   | România | F       | Stelian Coman       |
| -   | România | F       | Miron Tudose        |
| -   | România | F       | Marian Grozea       |
| -   | România | M       | Aurel Marin         |
| -   | România | M       | Nicolae Pascu       |
| -   | România | M       | Victor Titirișcă    |
| -   | România | M       | Angelin Rădulescu   |
| -   | România | M       | Gheorghe Cațaros    |
| -   | România | M       | Adrian Petrache     |
| -   | România | M       | Nicușor Jica        |
| -   | România | M       | Marius Anton        |
| -   | România | A       | Marian Săvescu      |
| -   | România | A       | Viorel Radu         |
| -   | România | A       | Nicușor Glonț       |
| -   | România | A       | Aurelian Stamate    |
| -   | România | A       | Ion Văsâi           |
| -   | România | A       | Nicolae Nehoianu    |
| -   | România | A       | Nicu Marcadonatu    |

## Transferuri

### Sosiri
| Post | Jucător           | De la echipa       | Sumă de transfer  | Dată |  | ---- |
| ---- | ----------------- | ------------------ | ----------------- | ---- |  | ---- |
| A    | Aurelian Stamate  | Oțelul Galați      | liber de contract | -    |  |      |
| A    | Doru Mihuț        | Oțelul Galați      | liber de contract | -    |  |      |
| P    | Ionel Dinu        | Oțelul Galați      | liber de contract | -    |  |      |
| A    | Viorel Radu       | Rapid București    | liber de contract | -    |  |      |
| A    | Nicușor Glonț     | Victoria București | liber de contract | -    |  |      |
| F    | Marin Oprea       | Oțelul Galați      | liber de contract | -    |  |      |
| M    | Angelin Rădulescu | Petrolul Brăila    | liber de contract | -    |  |      |

### Plecări
| Post | Jucător         | De la echipa    | Sumă de transfer  | Dată |  | ---- |
| ---- | --------------- | --------------- | ----------------- | ---- |  | ---- |
| M    | Ionel Drăgoi    | Oțelul Galați   | liber de contract | -    |  |      |
| F    | Vasile Brătianu | Petrolul Ianca  | liber de contract | -    |  |      |
| F    | Sandu Minciu    | Oțelul Galați   | liber de contract | -    |  |      |
| M    | Nicușor Jica    | Petrolul Brăila | liber de contract | -    |  |      |